# Red Flag

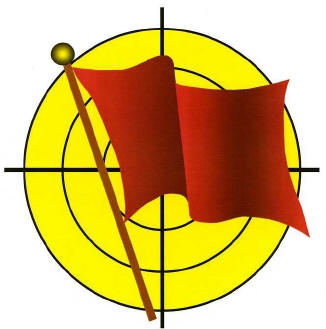
A RED FLAG hivatalos logója

A RED FLAG egy általános, a NATO és partner-légierőin belül összefegyvernemi légi hadgyakorlat, amely 1975 óta folyamatosan, minden évben megrendezésre kerül a nevadai Nellis és az alaszkai Eielson és Elmendorf légi támaszpontokon. Ez utóbbi a „Villám kupa” (Cope Thunder) utódja, Red Flag–Alaska néven nevezik. Mindkettőt évente több turnusban szervezik, a nevadai általában 14, az alaszkai 10 napos. A Red Flag-et az Amerikai Haditengerészet TOPGUN iskolájának sikere nyomán kezdték el szervezni, 1975-ben került az első sorozat megrendezésre, melyben a Légierő és egyéb amerikai, valamint szövetséges repülőcsapatok vettek részt. Minden turnus két hétig tartott.
A Red Flag gyakorlatok négy-hat turnusban kerülnek minden évben megrendezésre. A házigazda az amerikai 57. ezred 414. harcászati kiképző-százada (414th Combat Training Squadron, 57th Wing), minden turnus egy végletekig valósághű hadijáték. Célja, hogy közel valós körülmények között gyakorolják és fejlesszék az amerikai, NATO és szövetséges pilóták és kiszolgáló személyzeteik képességeit, harceljárásait, módszereit. Ezen belül a vörös „ellenség” éles harceszközöket vet be a Nevadai teszt és gyakorló lőtéren (Nevada Test and Training Range). Napjainkra a legnagyobb szabású légi hadgyakorlat lett, amit évente megrendeznek: kezdeti négy amerikai haderőnemhez és gárdáikhoz/tartalékosaikhoz 28 ország csatlakozott világszerte és több ország vesz részt megfigyelőként. Az idők folyamán több mint 440 000 katona, köztük több mint 145 000 pilóta vett részt a gyakorlatokon, melyek több mint 385 000 felszállást teljesítettek összesen több mint 660 000 repült órát teljesítve.

## Hadgyakorlatok
- 2012
  - RED FLAG 12–3 – 2012. február 27–március 16.[3]
  - RED FLAG 12–2 – 2012. január 23–február 3.
  - RED FLAG 12–1 – 2012. –

- 2011
  - RED FLAG 11–5 – törölt
  - RED FLAG 11–4 – törölt
  - RED FLAG 11–3 – 2011. február 21–március 11.
  - RED FLAG 11–2 – 2011. január 24–február 4.
  - RED FLAG 11–1 – törölt tankerhiány miatt[4][5][6][7]

- 2010
  - RED FLAG 10–4 – 2010. július 19–július 30.
  - RED FLAG 10–3 – 2010. február 22–március 5.
  - RED FLAG 10–2 – 2010. január 25–február 5.
  - RED FLAG 10–1 – 2009. október 19–október 30.

- 2009
  - RED FLAG 09–5 – 2009. augusztus 24–szeptember 4.
  - RED FLAG 09–4 – 2009. július 13–július 24.
  - RED FLAG 09–3 – 2009. február 23–március 13.
  - RED FLAG 09–2 – 2009. január 26–február 6.
  - RED FLAG 09–1 – 2008. október 20–október 31.

- 2008
  - RED FLAG 08–4 – 2008. augusztus 11–augusztus 22.[8]
  - RED FLAG 08–3 – 2008. július 21–augusztus 1.
  - RED FLAG 08–2.2 – 2008. február 4–február 15.
  - RED FLAG 08–2.1 – 2008. január 14–január 25.
  - RED FLAG 08–1 – 2007. október 22–november 2.

- 2007
  - RED FLAG 07–3 – 2007. augusztus 18–augusztus 31.
  - RED FLAG 07–2.2 – 2007. február 3–február 17.
  - RED FLAG 07–2.1 – 2007. január 13–január 26.
  - RED FLAG 07–1 – 2006. október 9–október 20.

- 2006
  - RED FLAG 06–2 – 2006. augusztus 5–szeptember 2.
  - RED FLAG 06–1 – 2006. január 21–február 18.

- 2005
  - RED FLAG 05–4.2 – 2005. augusztus 19–szeptember 2.
  - RED FLAG 05–4.1 – 2005. augusztus 8–augusztus 19.
  - RED FLAG 05–3.2 – 2005. március 19–április 2.
  - RED FLAG 05–3.1 – 2005. február 26–március 12.
  - RED FLAG 05–2 – törölt
  - RED FLAG 05–1.2 – 2004. október 23–november 6.
  - RED FLAG 05–1.1 – 2004. október 10–október 23.

## Fordítás
- Ez a szócikk részben vagy egészben  a   Red Flag (United States Air Force) című angol Wikipédia-szócikk ezen változatának fordításán alapul.  Az eredeti cikk szerkesztőit annak laptörténete sorolja fel. Ez a jelzés csupán a megfogalmazás eredetét és a szerzői jogokat jelzi, nem szolgál a cikkben szereplő információk forrásmegjelöléseként.

### Külső hivatkozások
- Hivatalos oldal
- Hivatalos fotóoldal
- Exercise 'Red Flag 08-4' Nellis AFB Nevada August 11-28, 2008 – targeta.co.uk
- 57th Wing tájékoztató – nellis.af.mil
- 414th Combat Training Squadron "RED FLAG" tájékoztató – nellis.af.mil

Videók
- Red Flag, 1 of 5
- Red Flag, 2 of 5
- Red Flag, 3 of 5
- Red Flag, 4 of 5
- Red Flag, 5 of 5